# Victor Heerman
Victor Heerman (27. august 1893 – 3. november 1977) var en engelsk-amerikansk filminstruktør, manuskriptforfatter og filmproducer. Efter at have skrevet og instrueret korte komediefilm for Mack Sennett, slog Heerman sig sammen med sin kone Sarah Y. Mason og vandt med filmen pigebørn en Oscar for bedste filmatisering af Louisa May Alcotts roman Pigebørn i 1934. Han instruerede Marx Brothers' anden film, Det tossede hus i 1930.